# Jan Willem Hofstra

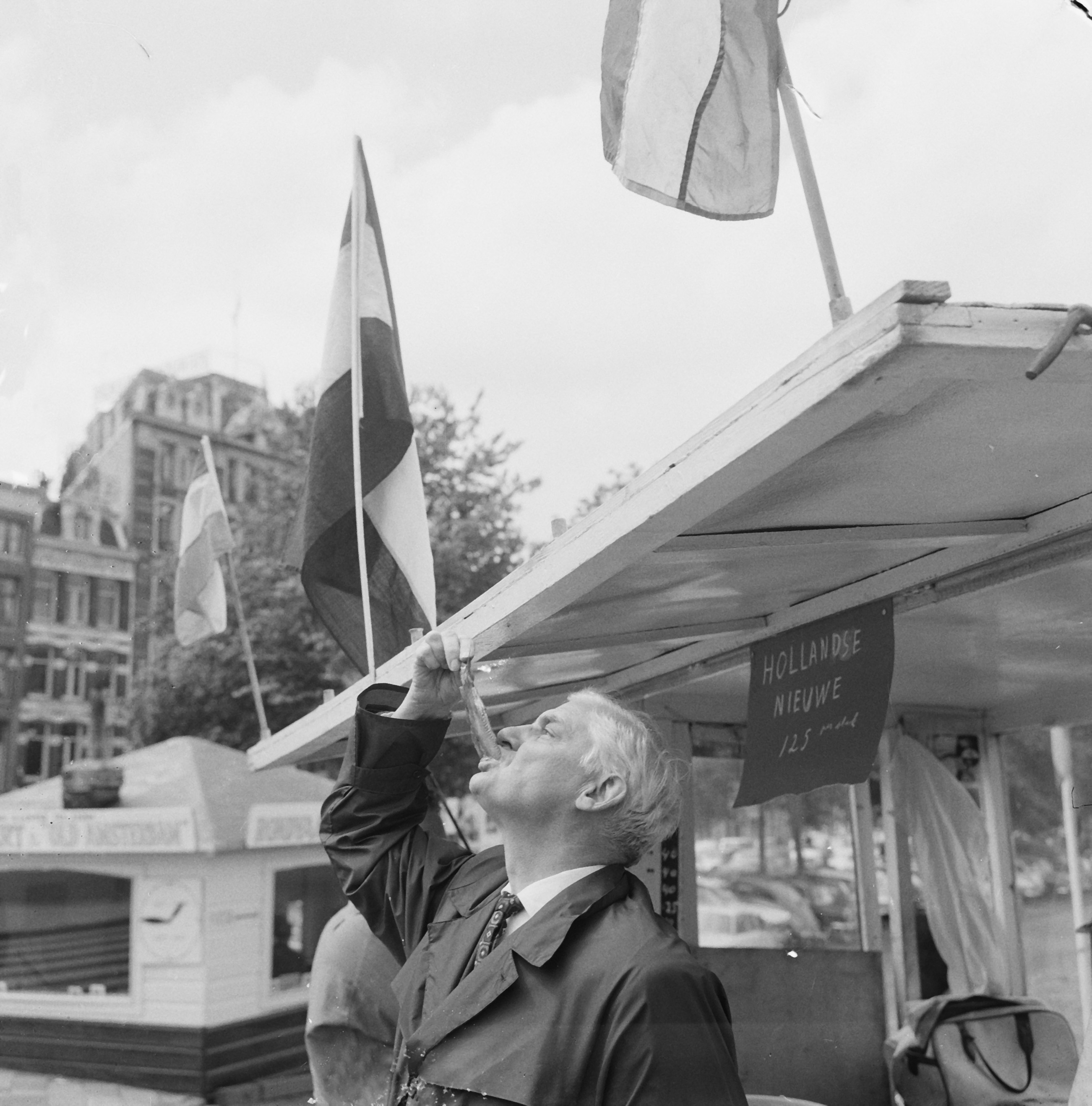
Jan Willem Hofstra mit Matjeshering (1965)

Jan Willem Hofstra (* 13. November 1907 in Amsterdam; † 30. März 1991 ebenda) war ein niederländischer Schriftsteller, Dichter, Journalist, Sänger, Schauspieler und Übersetzer deutscher, englischer und französischer Literatur ins Niederländische. Als Fernsehmoderator, Quizmaster und Mitglied in zahlreichen Jurys für Literatur- und Theaterpreise war er einer der einflussreichsten niederländischen Literatur- und Theaterkritiker.

## Sänger und Schauspieler
Nach einer Ausbildung zum Opernsänger, nach der er unter anderem als Bariton an der Bremer Oper engagiert war, wurde er Sänger, Theater- und Filmschauspieler, u. a. spielte er 1934 die Nebenrolle eines Predigers in dem ersten niederländischen Tonfilm Wilhelm von Oranien von Jan Teunissen (1898–1975) zum 400. Geburtstag des niederländischen Vater des Vaterlands Wilhelm von Nassau-Dillenburg der Schweiger.

## Journalist und Schriftsteller
Ab 1936 arbeitete er für die Presse- und Propaganda-Abteilung des niederländischen Post-, Telegraphen- und Fernmeldeamts. Schon während dieser Zeit begann er als Journalist zu arbeiten und schrieb zunächst vor allem Theaterrezensionen. Als Schriftsteller debütierte er 1940 mit dem Roman De vrienden van mijn vrienden (Die Freunde meiner Freunde). Es folgten zahlreiche weitere, meist erfolgreiche Romane wie Bloemen voor Brenda (Blumen für Brenda, 1960) Hemelse modder (Himmlischer Schlamm, 1982) und zahlreiche andere. Eine Gedichtsammlung gehört ebenfalls zu seinen Werken: Het glazen huis (Das Glashaus, 1941): er schrieb auch Sachbücher (z. B. über Maria Goretti, 1950) und trat als Co-Autor von Nachschlagwerken hervor wie etwa Prisma van de Opera (1990). Von 1948 bis 1959 war er Theaterkritiker für De Tijd und De Volkskrant, danach schrieb er für Elsevier und auf Englisch für Time. Ferner gehörte er zum festen Mitarbeiterstamm der Katholieke Illustratie. Im Fernsehen moderierte er Kunstprogramme, war als Quizmaster tätig und wirkte als Jurymitglied in den Gremien zahlreicher Literaturpreise. J. W. Hofstras schriftstellerisches Werk umfasst mehr als ein Dutzend als Buch erschienene Romane und Erzählungen, die meisten davon in verschiedene Sprachen übersetzt, sowie zahlreiche Kurzgeschichten, Beiträge zu Sachbüchern, Rezensionen und anderes.

## Literarisches Werk (Beispiele)
Jan Willem Hofstra schrieb schnörkellose, meist „psychologische“ Romane und Kurzgeschichten, oft sind sie in künstlerischer Umgebung angesiedelt mit einem unverkennbar katholischen Hintergrund.
Sammlerstücke mit interessanten Entstehungsgeschichten sind seine gegen Ende des Zweiten Weltkriegs erstaunlicherweise als bibliophile Pressendrucke veröffentlichten Novellen. De waaier („Der Lüfter“), illustriert von Emile Puettmann, erschien im Herbst 1944 „in den Tagen der Hoffnung und Angst“ in 72 Exemplaren bei H. Pleiter in Den Haag.
Um einen ungenehmigten Pressendruck handelte es sich auch bei der im März 1945 in 250 Exemplaren in Den Haag bei A.A.M.Stols auf handgeschöpftem graublauem Papier erschienenen romantischen Novelle Valken („Falken“), die Bertram Witte (d. i. Bertram A. Th. Weihs) illustrierte.
Darin geht es um eine Baronin, die, endlich Witwe geworden, sich auf dem Pferd auf ein Nachbargut verreitet, der Nachbar fasziniert sie, sie besucht ihn, er ist der nie erwähnte Neffe ihres verstorbenen Mannes. Auf dem Anwesen gibt es einen Falken. Der Neffe erzählt, wie er einmal verliebt war in ein bildschönes Mädchen, die sich nach der Heirat als Flittchen entpuppte. In Flagranti ertappt, hat sie der Falke im Gesicht schwer verletzt. Auf ihrem Sterbebett erklärte sie später, dass ihr Mann den Raubvogel auf sie gehetzt hätte. Der Mann wurde daraufhin von der Gesellschaft geächtet. Im letzten Abschnitt der Novelle trifft sich die Baronin dann erneut mit ihrem Nachbarn...
Im Mittelpunkt seines bekanntesten Romans Een man alleen (deutsch Rumba auf Montmartre; übersetzt von Julie von Wattenwyl-de Gruyter, München 1959) stehen acht Großstadtmenschen, die sich, einsam und süchtig nach Betäubung und Lärm, als „menschliches Wrackholz“ in den Pariser Nachtlokalen finden, ohne Glaube, Hoffnung und Liebe. Sie kreisen in quälender Endlosigkeit um ihr eigenes Ich, weil sie außerhalb dieses Ichs nichts kennen. Die materialistisch-freigeistige Erziehung hat sie schutzlos in ein Leben geworfen, dem Sinn und Ziel fehlen. Sie sind „durch das Brackwasser der Lüste auf dem Nachtstrand der Pariser Kneipen zusammengeworfen“. Der Leser verfolgt das unaufhaltsame, spannende Hineingleiten dieser Menschen in die Katastrophe.
Ein sinnloser Mord an einem ihrer Freunde bringt die Wende. Der Tod, der plötzlich unerbittlich vor ihnen steht, verlangt von jedem dieser Menschen eine Entscheidung.

## Vermittler deutscher Literatur in den Niederlanden und in Belgien
Jan Willem Hofstra war auch ein einfühlsamer Übersetzer und Vermittler (als Rezensent) englischer, französischer und deutscher Literatur ins Niederländische. Seine Übersetzungen aus dem Deutschen umfassen:
- Rüdiger Syberberg: Stenen voor brood. [= «...daß diese Steine Brot werden.»] Übersetzt ins Niederländische von J. W. Hofstra. Antwerpen: 't Groeit 1955.
- Wolf Justin Hartmann: Het papegaaiennest. [= «Das Papageiennest.»] Übersetzt ins Niederländische von J. W. Hofstra. Amsterdam: Standaard-Boekhandel 1956.
- Friedrich Dürrenmatt: Pech. Een verhaal, dat nog steeds mogelijk is. [= «Die Panne.»] Ill. von Rolf Lehmann. [Übersetzt ins Niederländische von J. W. Hofstra]. Bilthoven: Nelissen 1958 und Naarden: Strengholt 1977.
- Gudrun Tempel: Duitsers blijven Duitsers. Herontmoeting met een vaderland. [= «Deutschland? Aber wo liegt es? Wiederbegegnung mit einem Vaterland.»] / [Übersetzt ins Niederländische von J. W. Hofstra]. Brüssel: Reinaert-Uitgaven 1962 und Amsterdam: Becht 1964.